# Église Saint-Michel-de-Gast de Roquebillière
L'église Saint-Michel-de-Gast est une église catholique située à Roquebillière, en France.

## Localisation
L'église est située dans le département français des Alpes-Maritimes, sur la commune de Roquebillière.

## Historique
La première mention de In Rocabellera est faite en 1147 dans le cartulaire de la cathédrale de Nice.
L'ancien village a été détruit par un éboulement en 1564. Un nouvel éboulement s'est produit en 1926, entraînant un déplacement du village en rive droite.
L'église est située dans l'ancien village. Elle est citée en 1141 et aurait été implantée à l'emplacement d'une première église citée en 568.
Une importante campagne de travaux de restauration a été entreprise entre 1865 et 1868 et une horloge disproportionnée a été ajoutée en 1909.
L'édifice est classé au titre des monuments historiques en 1994.

### Les Hospitaliers
L'église a été donnée aux Hospitaliers de l'ordre de Saint-Jean de Jérusalem par l'évêque de Nice Pierre Ier (1115-1151). Les Hospitaliers sont présents à Nice dès 1135. L'ordre des Hospitaliers a conservé l'église jusqu'en 1779-1780.
Une enquête datée du 2 février 1438 décrit l'église comme menaçant ruine. Un premier projet de reconstruction de l'église est supervisé par l'évêque de Nice, mais non réalisé.
Le prieur Monet Rogieri supervisa la reconstruction de l'église entre 1486 et 1533. 
La particularité de l'église vient de ce qu'elle est de style gothique, ce qui est assez rare dans le comté de Nice – où dominent les églises de style roman ou baroque. Sa construction ne date que de la fin du XVe siècle et elle a été achevée en 1533, date inscrite sur une clef de voûte.
Le clocher a été réparé au XVIIe siècle, entre 1659 et 1666.